# Інтенденте (станція метро)
38°43′25″ пн. ш. 9°8′7″ зх. д. / 38.72361° пн. ш. 9.13528° зх. д.
Інтенд́енте (порт. Intendente) — станція Лісабонського метрополітену. Стала станцією третьої черги метро у Лісабоні, в Португалії. Знаходиться у центральній частині міста. Розташована на Зеленій лінії (або Каравели), між станціями «Мартін-Моніж» і «Анжуш». Станція берегового типу, мілкого закладення. Введена в експлуатацію 28 вересня 1966 року в рамках пролонгації теперішньої Зеленої лінії метрополітену у північному напрямку. Розташована в першій зоні, вартість проїзду в межах якої становить 0,75 євро.
Назва станції у буквальному перекладі українською мовою означає «інтендант», що пов'язано з її розташуванням під одним з найважливіших проспектів міста — проспектом адмірала Кандіду душ Рейш (порт. Avenida Almirante Cândido dos Reis).

## Опис
За архітектурою і декорацією станція нагадує інші станції третьої черги метро у Лісабоні. Архітектор оригінального проекту — Dinis Gomes, художні роботи виконала — Maria Keil (першопочатковий вигляд станції). У 1977 році станція зазнала реконструкції — в рамках архітектурного проекту того ж таки Dinis Gomes було подовжено платформи станції, які змогли приймати по 6 вагонів у кожному напрямку, а також побудовано додатковий вестибюль у північній частині. Автором художніх робіт під час реконструкції знову стала Maria Keil. Станція має два вестибюлі підземного типу (у південній та північній частинах), що мають шість виходів на поверхню. На жаль, станція є однією з найдеградованіших станцій у Лісабонському метро, оскільки починаючи з 1977 року ніяких суттєвих робіт по її оновленню проведено не було. На станції заставлено тактильне покриття. 

## Режим роботи[5]
Відправлення першого поїзду відбувається з кінцевих станцій лінії:
- ст. «Кайш-ду-Содре» — 06:30
- ст. «Тельєйраш» — 06:30

Відправлення останнього поїзду відбувається з кінцевих станцій лінії:
- ст. «Кайш-ду-Содре» — 01:00
- ст. «Тельєйраш» — 01:00

## Галерея зображень

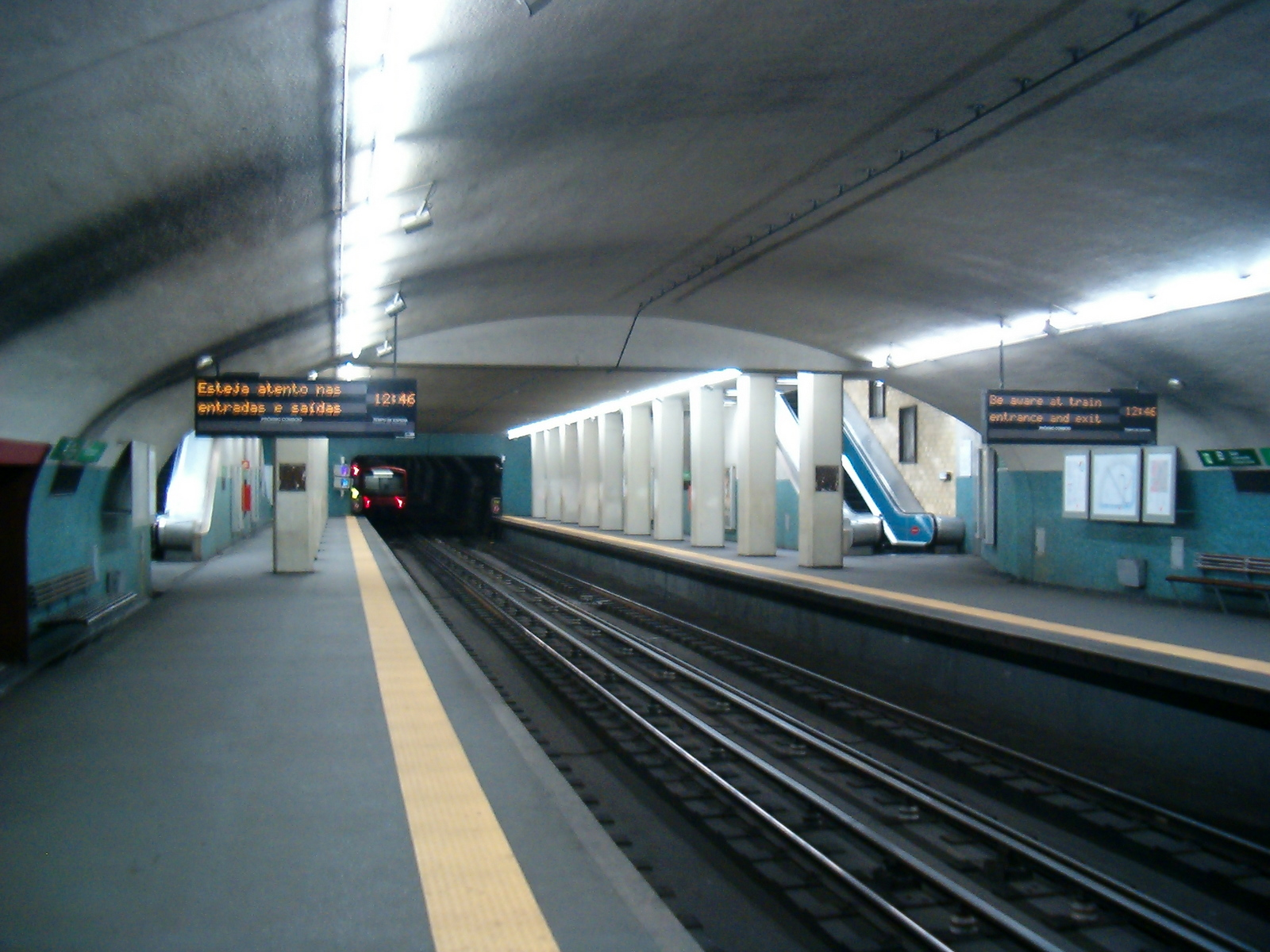
Головна зала і посадкові платформи станції
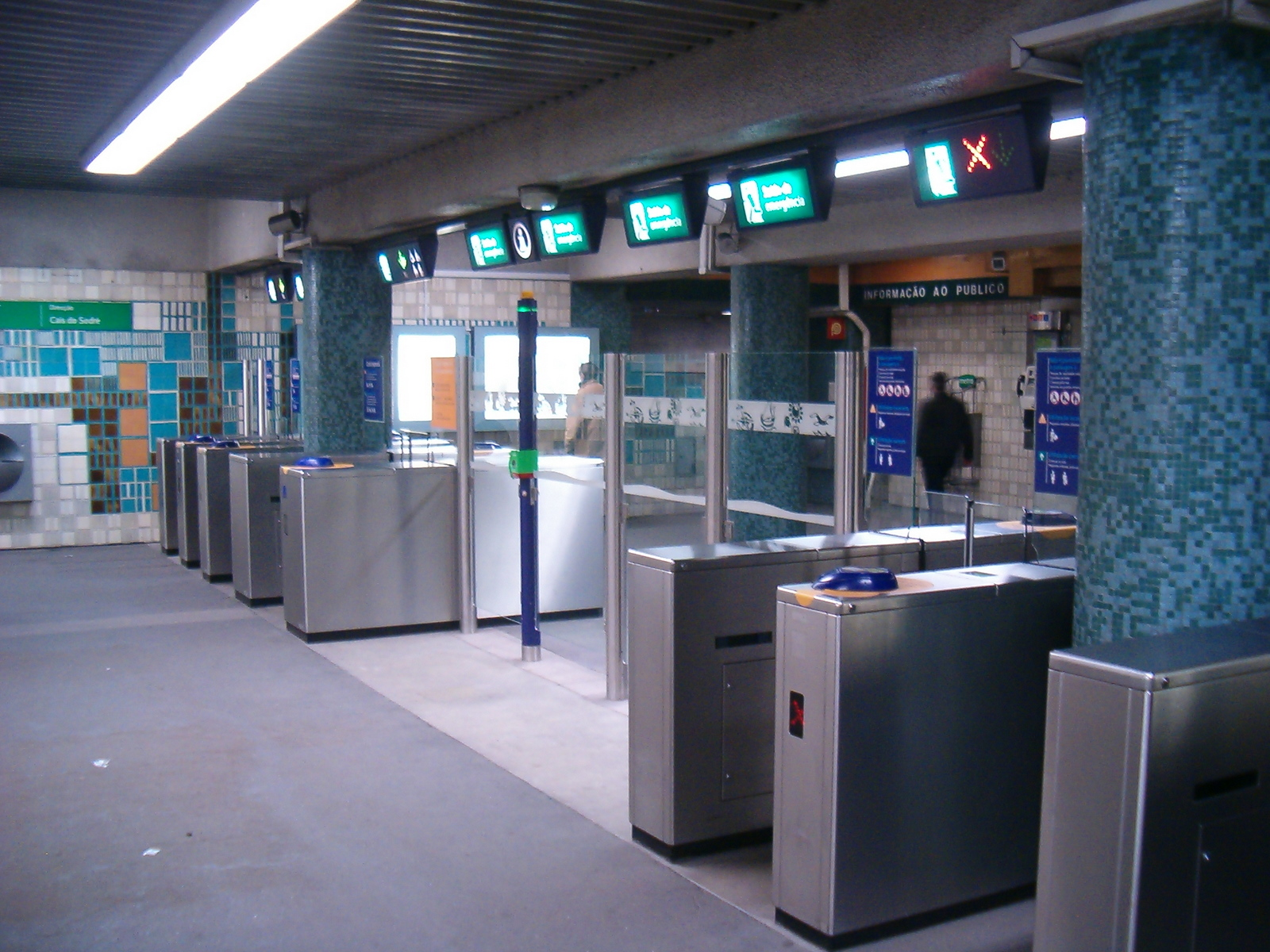
Пропускні турнікети у вестибюльній частині станції
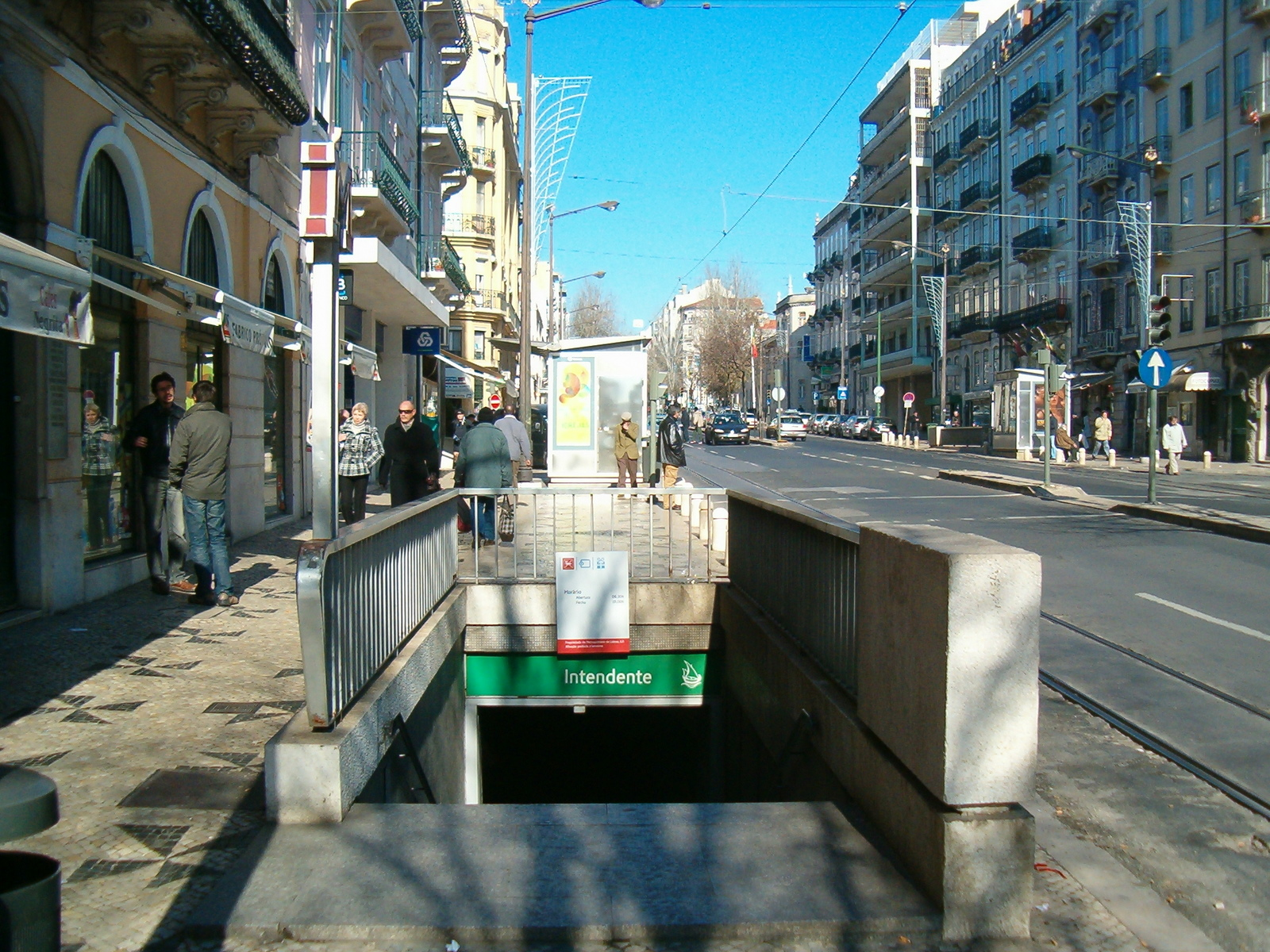
Вхід до станції з вулиці
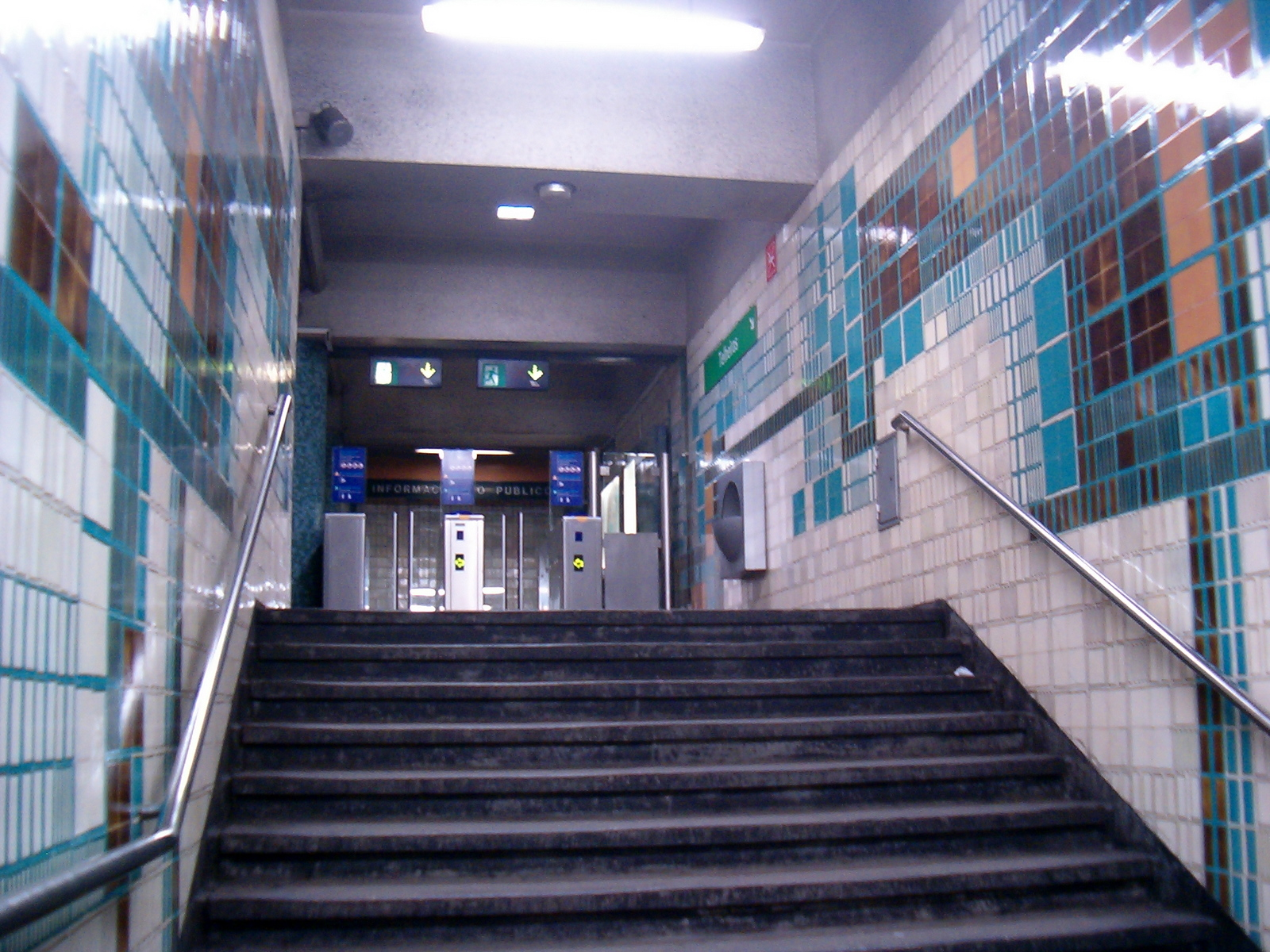
Сходи до посадкових платформ